# Медведев, Алексей Владимирович
Алексей Владимирович Медведев (род. 5 октября 1972, Минск) — белорусский борец вольного стиля, призёр чемпионатов Европы и мира, призёр летних Олимпийских игр 1996 года в Атланте, участник двух Олимпиад, Заслуженный мастер спорта Республики Беларусь.

## Карьера
Выступал в супертяжёлой весовой категории (до 125—130 кг). Серебряный призёр чемпионата Европы 1997 года в Варшаве. Бронзовый призёр чемпионата мира 1994 года в Стамбуле.
На Олимпиаде 1996 года в Атланте Медведев победил грека Петроса Будулиса, грузина Зазу Турманидзе и немца Свена Тиле. В схватке за золото белорус уступил представителю Турции Махмуту Демиру и завоевал олимпийское серебро.
На Олимпиаде 2000 года в Сиднее Медведев победил представителя Киргизии Александра Ковалевского и китайца Чена Синганга. В финальной части соревнований белорус уступил кубинцу Алексису Родригесу и занял итоговое 6-е место.